# منظمة مشروع التميز في الصحافة
منظمة مشروع التميز في الصحافة هي مؤسسة أبحاث معفاة من الضرائب في الولايات المتحدة استخدمت أساليب تجريبية لتقييم ودراسة أداء الصحافة.
كان مدير المنظمة توم روزنستيل، أستاذ الصحافة الذي عمل ناقدًا إعلاميًا ومراسلًا سياسيًا لصحيفة لوس أنجلوس تايمز (لوس أنجلوس تايمز) ونيوزويك (نيوزويك).
تأسست المنظمة في عام 1997، وكانت تابعة سابقًا لكلية الصحافة في جامعة كولومبيا.
انفصلت المنظمة في عام 2006 عن جامعة كولومبيا وانضمت إلى مركز بيو للأبحاث، بتمويل من مؤسسة بيو الخيرية، وهي منظمة خاصة.
في كانون الثاني / يناير 2014، أُعيد تسمية مشروع «التميز في الصحافة» إلى «مشروع الصحافة» التابع لمركز بيو للأبحاث.

## مؤشر التغطية للأخبار
ينتج مشروع التميز في الصحافة في كل أسبوع «مؤشر التغطية للأخبار»، وهو تقرير يحدد المواضيع الرئيسية التي تغطيها وسائل الإعلام الرئيسية في الولايات المتحدة ويحلل نسبة المساحة المتاحة، أو الأخبار الجديد، المخصصة لكل موضوع رئيسي. تم استخدام هذا المؤشر لتحليل التغطية الإعلامية لأحداث مثل احتلوا وول ستريت.